# Pohár Rudého práva 1979
Třetí ročník Poháru Rudého práva v ledním hokeji se konal od 8. do 13. září 1979 v Praze ve Sportovní hale ČSTV. Z důvodu přípravy na sezónu, jejímž vrcholem měla být zimní olympiáda v Lake Placid, byl o turnaj mimořádný zájem. Zúčastnilo se pět reprezentačních mužstev. Kromě Československa a Sovětského svazu, přijely týmy z Kanady, Švédska a Finska. Hrálo se jednokolovým systémem každý s každým.

## Výsledky a tabulka
| Poř.             | Tým            | Z | V | R | P | Skóre | B |
| ---------------- | -------------- | - | - | - | - | ----- | - |
| Zlatá medaile    | SSSR           | 4 | 4 | 0 | 0 | 23:10 | 8 |
| Stříbrná medaile | Československo | 4 | 3 | 0 | 1 | 22:12 | 6 |
| Bronzová medaile | Švédsko        | 4 | 1 | 0 | 3 | 7:15  | 2 |
| 4.               | Kanada         | 4 | 1 | 0 | 3 | 8:17  | 2 |
| 5.               | Finsko         | 4 | 1 | 0 | 3 | 10:16 | 2 |

Pozn.: Při rovnosti bodů rozhodly vzájemné zápasy.
 SSSR –  Kanada 5:3 (1:1, 3:1, 3:1)
8. září 1979 – Praha

Branky SSSR: 2. Sergej Kapustin, 21. Valerij Charlamov, 25. Alexander Golikov, 39. Sergej Makarov, 47. Vasilij Pěrvuchin.

Branky Kanady: 1. Kevin Primeau, 35. Paul MacLean, 51. Kevin Maxwell.

Rozhodčí: Juraj Okoličány (TCH) – Ivan Šutka (TCH), Jozef Vrábel (TCH)

Vyloučení: 3:5 (využití 0:0)

Diváků: 4 800
SSSR: Vladislav Treťjak – Vladimír Lutčenko, Alexej Kasatonov, Vjačeslav Fetisov, Sergej Babinov, Vasilij Pěrvuchin, Zinetula Biljaletdinov, Sergej Starikov, Valerij Vasiljev – Valerij Charlamov, Vladimir Petrov, Boris Michajlov – Vladimir Golikov, Alexander Golikov, Sergej Makarov – Alexander Jakušev, Alexandr Malcev, Michail Šostak – Helmuts Balderis, Viktor Žluktov, Sergej Kapustin.
Kanada: Bob Dupuis – Ron Davidson, Tim Watters, Warren Anderson, Rendy Gregg, Joe Grant, Brad Pirie, Don Spring, Paul Reinhart – Paul MacLean, Kevin Maxwell, Ken Berry – Cary Farelli, Dan D'Alvise, Shane Pearsall – Jim Nill, Roger Lamoureux, Doug Caines – Glenn Anderson, John Devaney, Kevin Primeau.
 Československo –  Švédsko 3:0 (1:0, 0:0, 2:0)
8. září 1979 – Praha

Branky a nahrávky Československa: 13:02 Peter Šťastný (Anton Šťastný), 45:03 Jiří Novák (Miroslav Dvořák), 50:28 Marián Šťastný.

Rozhodčí: Viktor Dombrovskij (URS) – László Schell (HUN), Harry Westreicher (AUT)

Vyloučení: 4:3 (využití 0:0)

Diváků: 7 000
ČSSR: Jiří Králík – Milan Chalupa, Miroslav Dvořák, Arnold Kadlec, Vítězslav Ďuriš, František Kaberle, Jan Zajíček – Vladimír Martinec, Jiří Novák, Bohuslav Ebermann – Marián Šťastný, Peter Šťastný, Aanton Šťastný – Josef Slavík, Peter Ihnačák, František Černík – Karel Holý, Milan Nový, Jaroslav Pouzar.
Švédsko: Pelle Lindbergh – Göran Lindblom, Mats Waltin, Thomas Eriksson, Tommy Samuelsson, Tomas Jonsson, Ulf Weinstock, Robert Frestadius, Sture Andersson – Tomas Wallin, Lars Mohlin, Bo Berglund – Nils-Olov Olsson, Håkan Eriksson, Lennart Norberg – Thomas Steen, Leif Holmgren, Mats Näslund – Ulf Norberg, Jörgen Pettersson, Tommy Själin.
 SSSR –  Finsko 4:1 (1:0, 1:1, 2:0)
9. září 1979 – Praha

Branky SSSR: 2. Vladimir Golikov, 30. Helmuts Balderis, 46. Boris Michajlov, 60. Sergej Babinov.

Branka Finska: 24. Velli Matti Ruisma.

Rozhodčí: Ulf Lindgren (SWE) – László Schell (HUN), Harry Westreicher (AUT)

Vyloučení: 7:4 (využití 1:0)

Diváků: 1 000
SSSR: Vladimir Myškin – Vladimír Lutčenko, Alexej Kasatonov, Vjačeslav Fetisov, Sergej Babinov, Vasilij Pěrvuchin, Zinetula Biljaletdinov, Sergej Starikov, Valerij Vasiljev – Valerij Charlamov, Vladimir Petrov, Boris Michajlov – Vladimir Golikov, Alexander Golikov, Sergej Makarov – Alexander Jakušev, Alexandr Malcev, Michail Šostak – Helmuts Balderis, Viktor Žluktov, Sergej Kapustin.
Finsko: Ari Hellgren – Tapio Levo, Lasse Litma, Pertti Valkeapää, Hannu Haapalainen, Timo Nummelin, Reijo Ruotsalainen, Kari Eloranta, Harri Tuohimaa – Reijo Leppänen, Velli Matti Ruisma, Jorma Sevon – Jouni Rinne, Hannu Koskinen, Ismo Villa – Jari Kurri, Jarmo Mäkitalo, Timo Susi – Jukka Porvari, Mikko Leinonen, Markku Kiimalainen.
 Švédsko –  Kanada 2:0 (1:0, 1:0, 0:0)
9. září 1979 – Praha

Branky Švédska: 6. Lennart Norberg, 38. Lennart Norberg.

Rozhodčí: Karl-Gustav Kaisla (FIN) – Ivan Šutka (TCH), Jozef Vrábel (TCH)

Vyloučení: 5:4 (využití 0:0)

Diváků: 3 000
Švédsko: Pelle Lindberg – Tommy Samuelsson, Thomas Eriksson, Robert Frestadius, Sture Andersson, Göran Lindblom, Mats Waltin, Thomas Jonsson, Ulf Weinstock – Nils-Olov Olsson, Håkan Eriksson, Lennart Norberg – Ulf Norberg, Tommy Själin, Jörgen Pettersson – Tomas Wallin, Lars Mohlin, Bo Berglund – Thomas Steen, Leif Holmgren, Mats Näslund.
Kanada: Ron Patterson – Paul Reinhart, Tim Watters, Joe Grant, Brad Pirie, Rendy Gregg, Warren Anderson, Don Spring – Doug Buchanan, Roger Lamoureux, Doug Caines – Paul MacLean, Ron Davidson, Jim Nill - Glenn Anderson, Kevin Maxwell, Ken Berry – Cary Farelli, Dan D'Alvise, Stelio Zupancich.
 Československo –  Finsko 6:4 (2:0, 1:1, 3:3)
10. září 1979 – Praha

Branky a nahrávky Československa: 7:33 Bohuslav Ebermann (Miroslav Dvořák), 14:34 Marián Šťastný (Peter Šťastný), 33:48 Jiří Novák (Vladimír Martinec), 40:22 Jiří Novák (Vladimír Martinec), 56:37 Milan Nový (František Kaberle), 56:57 Bohuslav Ebermann.

Branky a nahrávky Finska: 38:47 Tapio Levo (Jouni Rinne), 45:33 Reijo Ruotsalainen, 49:48 Jouni Rinne (Harri Tuohimaa), 53:43 Markku Kiimalainen (Mikko Leinonen).

Rozhodčí: Ulf Lindgren (SWE) – László Schell (HUN), Harry Westreicher (AUT)

Vyloučení: 4:6 (využití 1:1)

Diváků: 6 000
ČSSR: Marcel Sakač – Milan Chalupa, Miroslav Dvořák, Arnold Kadlec, Joroslav Lyčka, František Kaberle, Jan Zajíček, Vítězslav Ďuriš – Vladimír Martinec, Jiří Novák, Bohuslav Ebermann – Marián Šťastný, Peter Šťastný, Aanton Šťastný – Josef Slavík, Peter Ihnačák, František Černík – Karel Holý, Milan Nový, Jaroslav Pouzar.
Finsko: Rauli Sohlman – Tapio Levo, Lasse Litma, Pertti Valkeapää, Hannu Haapalainen, Timo Nummelin, Reijo Ruotsalainen, Kari Eloranta, Harri Tuohimaa – Jouni Rinne, Hannu Koskinen, Ismo Villa – Jukka Porvari, Mikko Leinonen, Markku Kiimalainen – Jari Kurri, Jarmo Mäkitalo, Timo Susi – Reijo Leppänen, Velli Matti Ruisma, Jorma Sevon.
 SSSR –  Švédsko 8:2 (1:1, 4:0, 3:1)
11. září 1979 (16:30) – Praha

Branky SSSR: 5. Vasilij Pěrvuchin, 22. Viktor Žluktov, 28. Vladimir Golikov, 34. Vasilij Pěrvuchin, 37. Alexander Jakušev, 41. Valerij Charlamov, 42. Sergej Kapustin, 8:2 47. Vladimir Petrov.

Branky Švédska: 19. Ivan Hansen, 7:2 47. Mats Näslund.

Rozhodčí: Karl-Gustav Kaisla (FIN) – Luděk Exner (TCH), Karel Sládeček (TCH)

Vyloučení: 9:5 (využití 1:1)

Diváků: 4 100
SSSR: Vladislav Treťjak – Vladimír Lutčenko, Alexej Kasatonov, Vjačeslav Fetisov, Sergej Babinov, Vasilij Pěrvuchin, Zinetula Biljaletdinov, Sergej Starikov, Valerij Vasiljev – Valerij Charlamov, Vladimir Petrov, Boris Michajlov – Vladimir Golikov, Alexander Golikov, Sergej Makarov – Alexander Jakušev, Alexandr Malcev, Michail Šostak – Helmuts Balderis, Viktor Žluktov, Sergej Kapustin.
Švédsko: Reino Sundberg – Robert Frestadius, Sture Andersson, Thomas Eriksson, Tommy Samuelsson, Thomas Jonsson, Ulf Weinstock, Göran Lindblom, Mats Waltin – Ulf Norberg, Tommy Själin, Jörgen Pettersson – Håkan Eriksson, Lennart Norberg, Mats Näslund – Ivan Hansen, Gösta Johansson, Nils-Olov Olsson – Per Lundqvist, Lars Mohlin, Bo Berglund.
 Československo –  Kanada 9:2 (2:0, 3:2, 4:0)
11. září 1979 (20:00) – Praha

Branky a nahrávky Československa: 0:48 Milan Nový, 15:40 Jiří Novák, 25:30 František Černík, 29:11 Josef Slavík, 37:18 Vladimír Martinec, 44:46 Jaroslav Lyčka, 45:25 Jaroslav Lyčka, 46:09 Peter Ihnačák, 54:07 Peter Ihnačák.

Branky a nahrávky Kanady: 20:33 Ron Davidson, 31:22 Ken Berry.

Rozhodčí: Viktor Dombrovskij (URS) – László Schell (HUN), Harry Westreicher (AUT)

Vyloučení: 5:8 (využití 4:0) navíc Paul MacLean na 5 min a do konce utkání.

Diváků: 14 500
ČSSR: Jiří Králík - Miroslav Dvořák, Vítězslav Ďuriš, Arnold Kadlec, Jiří Bubla, Jan Zajíček, František Kaberle, Jaroslav Lyčka – Karel Holý, Milan Nový, Jaroslav Pouzar – Vladimír Martinec, Jiří Novák, Bohuslav Ebermann – Marián Šťastný, Peter Šťastný, Anton Šťastný – Josef Slavík, Peter Ihnačák, František Černík.
Kanada: Bob Dupuis – Paul Reinhart, Rendy Gregg, Don Spring, Tim Watters, Brad Pirie, Joe Grant, Warren Anderson – Ken Berry, Ron Davidson, Glenn Anderson – Cary Farelli, Dan D'Alvise, Shane Pearsall – Kevin Primeau, John Devaney, Paul MacLean – Doug Buchanan, Roger Lamoureux, Doug Caines.
 Švédsko –  Finsko 3:4 (1:1, 1:2, 1:1)
12. září 1979 – Praha

Branky Švédska: 5. Bo Berglund, 30. Göran Lindblom, 46. Lennart Norberg.

Branky Finska: 9. Ismo Villa, 22. Markku Kiimalainen, 26. Jari Kurri, 58. Markku Kiimalainen.

Rozhodčí: Vojtěch Okoličány (TCH) – Luděk Exner (TCH), Karel Sládeček (TCH)

Vyloučení: 6:4 (využití 0:1) navíc Tapio Levo na 5 minut.

Diváků: 2 000
Švédsko: Pelle Lindberg – Mats Waltin, Göran Lindblom, Ulf Weinstock, Thomas Jonsson, Sture Andersson, Robert Frestadius – Bo Berglund, Lars Mohlin, Mats Näslund – Lennart Norberg, Håkan Eriksson, Ivan Hansen – Tommy Själin, Jörgen Pettersson, Ulf Norberg.
Finsko: Ari Hellgren – Kari Eloranta, Harri Tuohimaa, Timo Nummelin, Reijo Ruotsalainen, Pertti Valkeapää, Hannu Haapalainen, Tapio Levo, Lasse Litma – Reijo Leppänen, Velli Matti Ruisma, Jorma Sevon – Jari Kurri, Jarmo Mäkitalo, Timo Susi – Jukka Porvari, Mikko Leinonen, Markku Kiimalainen – Jouni Rinne, Hannu Koskinen, Ismo Villa.
 Finsko –  Kanada 1:3 (1:1, 0:1, 0:1)
13. září 1979 – Praha

Branky Finska: 15. Mikko Leinonen.

Branky Kanady: 3. Paul Reinhart, 33. Paul Reinhart, 48. Doug Buchanan.

Rozhodčí: Milan Jirka (TCH) – Stanislav Gottwald (TCH), Jan Šimák (TCH)

Vyloučení: 1:2 (využití 0:0)

Diváků: 4 200
Finsko: Rauli Sohlman – Tapio Levo, Lasse Litma, Pertti Valkeapää, Hannu Haapalainen, Kari Eloranta, Harri Tuohimaa, Timo Nummelin, Reijo Ruotsalainen – Jouni Rinne, Hannu Koskinen, Ismo Villa – Jukka Porvari, Mikko Leinonen, Markku Kiimalainen – Reijo Leppänen, Velli Matti Ruisma, Jorma Sevon – Jari Kurri, Jarmo Mäkitalo, Timo Susi.
Kanada: Bob Dupuis – Doug Caines, Brad Pirie, Don Spring, Tim Watters, Paul Reinhart, Rendy Gregg, Joe Grant, Warren Anderson – Jim Nill, Ron Davidson, Shane Pearsall – Doug Buchanan, John Devaney, Kevin Primeau – Cary Farelli, Dan D'Alvise, Stelio Zupancich – Glenn Anderson, Kevin Maxwell, Ken Berry.
 Československo –  SSSR 4:6 (0:1, 4:2, 0:3)
13. září 1979 – Praha

Branky a nahrávky Československa: 21:09 Peter Šťastný (Anton Šťastný), 23:47 Vladimír Martinec (Arnold Kadlec), 24:23 Marián Šťastný (Anton Šťastný), 29:36 Miroslav Dvořák (Arnold Kadlec).

Branky a nahrávky SSSR: 2:56 Vladimir Petrov (Alexej Kasatonov), 26:34 Vladimír Lutčenko (Vladimir Petrov), 30:27 Alexander Jakušev (Alexandr Malcev), 42:42 Sergej Makarov (Alexander Golikov), 48:57 Alexander Golikov, 57:02 Viktor Žluktov (Sergej Makarov).

Rozhodčí: Karl-Gustav Kaisla (FIN) – László Schell (HUN), Harry Westreicher (AUT)

Vyloučení: 3:4 (využití 1:2)

Diváků: 14 500
ČSSR: Jiří Králík – Jiří Bubla, Jaroslav Lyčka, Arnold Kadlec, Miroslav Dvořák, František Kaberle, Jan Neliba – Marián Šťastný, Peter Šťastný, Anton Šťastný – Vladimír Martinec, Jiří Novák, Bohuslav Ebermann – Josef Slavík, Peter Ihnačák, František Černík – Karel Holý, Milan Nový, Jaroslav Pouzar.
SSSR: Vladislav Treťjak – Vladimír Lutčenko, Alexej Kasatonov, Vjačeslav Fetisov, Sergej Babinov, BVasilij Pěrvuchin, Zinetula Biljaletdinov, Sergej Starikov, Valerij Vasiljev – Valerij Charlamov, Vladimir Petrov, Boris Michajlov – Helmuts Balderis, Viktor Žluktov, Sergej Kapustin – Vladimir Golikov, Alexander Golikov, Sergej Makarov – Alexander Jakušev, Alexandr Malcev, Michail Šostak.

## Statistiky

### Nejlepší hráči
| Brankář | Pelle Lindberg     |
| Obránce | Markku Kiimalainen |
| Útočník | Alexander Golikov  |
| Střelec | Jiří Novák         |

### Kanadské bodování
| Poř. | Hráč                                             | G | A | B |
| ---- | ------------------------------------------------ | - | - | - |
| 1.   | Alexander Golikov                                | 2 | 5 | 7 |
| 2.   | Jiří Novák                                       | 4 | 1 | 5 |
| 3.   | Vladimír Martinec                                | 2 | 3 | 5 |
| 4.   | Lennart Norberg Vasilij Pěrvuchin Marián Šťastný | 3 | 0 | 3 |

### Soutěž slušnosti
| Poř. | Tým            | B  |
| ---- | -------------- | -- |
| 1.   | Československo | 32 |
| 2.   | Finsko         | 33 |
| 3.   | SSSR           | 48 |
| 4.   | Švédsko        | 50 |
| 5.   | Kanada         | 52 |

## Soupisky týmů
1.  SSSR

Brankáři: Vladislav Treťjak, Vladimir Myškin.

Obránci: Vladimír Lutčenko, Alexej Kasatonov, Vjačeslav Fetisov, Sergej Babinov, Sergej Starikov, Valerij Vasiljev, Vasilij Pěrvuchin, Zinetula Biljaletdinov.

Útočníci: Boris Michajlov, Vladimir Petrov, Valerij Charlamov, Helmuts Balderis, Viktor Žluktov, Sergej Kapustin, Alexander Jakušev, Alexandr Malcev, Michail Šostak, Vladimir Golikov, Alexander Golikov, Sergej Makarov.

Trenéři: Viktor Tichonov, Vladimir Jurzinov.
2.  Československo

Brankáři: Jiří Králík, Marcel Sakáč.

Obránci: Jiří Bubla, Vítězslav Ďuriš, Milan Chalupa, Miroslav Dvořák, František Kaberle, Jan Neliba, Jan Zajíček, Arnold Kadlec, Jaroslav Lyčka.

Útočníci:  Marián Šťastný, Peter Šťastný, Anton Šťastný, Vladimír Martinec, Jiří Novák, Bohuslav Ebermann, Karel Holý, Milan Nový, Jaroslav Pouzar, Josef Slavík, Peter Ihnačák, František Černík.

Trenéři: Karel Gut, Luděk Bukač.
3.  Švédsko

Brankáři: Pelle Lindberg, Reino Sundberg.

Obránci: Mats Waltin, Göran Lindblom, Thomas Eriksson, Tommy Samuelsson, Robert Frestadius, Tomas Jonsson, Sture Andersson, Ulf Weinstock.

Útočníci:  Tomas Wallin, Lars Mohlin, Bo Berglund, Nils-Olov Olsson, Håkan Eriksson, Lennart Norberg, Thomas Steen, Leif Holmgren, Mats Näslund, Ulf Norberg, Jörgen Pettersson, Tommy Själin, Per Lundqvist, Ivan Hansen, Gösta Johansson.

Trenéři: Tommy Sandlin, Jan Eric Nilsson.
4.  Kanada

Brankáři: Bob Dupuis, Ron Patterson.

Obránci: Paul Reinhart, Tim Watters, Warren Anderson, Brad Pirie, Rendy Gregg, Joe Grant, Don Spring

Útočníci:  Paul MacLean, Kevin Maxwell, Ken Berry, Cary Farelli, Dan D'Alvise, Ron Davidson, Shane Pearsall, Jim Nill, Roger Lamoureux, Kevin Primeau, Stelio Zupancich, Glenn Anderson, Doug Buchanan, John Devaney, Doug Caines.

Trenér: Clare Drake.
5.  Finsko

Brankáři: Ari Hellgren, Rauli Sohlman.

Obránci: Tapio Levo, Lasse Litma, Pertti Valkeapää, Hannu Haapalainen, Timo Nummelin, Reijo Ruotsalainen, Kari Eloranta, Harri Tuohimaa.

Útočníci:  Reijo Leppänen, Velli Matti Ruisma, Jorma Sevon, Jouni Rinne, Hannu Koskinen, Ismo Villa, Jari Kurri, Jarmo Mäkitalo, Timo Susi, Jukka Porvari, Mikko Leinonen, Markku Kiimalainen.

Trenér: Kelevi Numminen.

## Rozhodčí
| Hlavní - Juraj Okoličány - Milan Jirka - Viktor Dombrovskij - Ulf Lindgren - Karl-Gustav Kaisla | Čároví - László Schell - Harry Westreicher - Luděk Exner - Ivan Šutka - Jozef Vrábel - Karel Sládeček - Jan Šimák - Stanislav Gottwald |